# Дреджешть (Біхор)
Дреджешть, Дреджешті (рум. Drăgești) — село у повіті Біхор в Румунії. Адміністративний центр комуни Дреджешть.
Село розташоване на відстані 412 км на північний захід від Бухареста, 24 км на південний схід від Ораді, 112 км на захід від Клуж-Напоки, 144 км на північний схід від Тімішоари.

## Населення
За даними перепису населення 2002 року у селі проживали 408 осіб. Усі жителі села рідною мовою назвали румунську.
Національний склад населення села:
| Національність | Кількість осіб | Відсоток |
| -------------- | -------------- | -------- |
| румуни         | 378            | 92,6%    |
| цигани         | 29             | 7,1%     |